# トム・バイヤー
トム・バイヤー（Tom Byer、1960年11月21日 - ）は、アメリカ合衆国ニューヨーク州出身の元サッカー選手、サッカー指導者。

## 経歴

### 選手時代
ニューヨーク州北部の出身で、11歳の時に父が銃撃事件に巻き込まれたことを契機に一家でフロリダ州に移住した。当地で1年間ほど過ごした際にドイツ人のサッカー指導者と出会い、サッカーに親しむようになった。アルスター・カウンティー・コミュニティ・カレッジで選手として頭角を現した後、1年ほどイングランドで過ごした。帰国後、サウスフロリダ大学でのプレーを経て、北米サッカーリーグのタンパベイ・ローディーズと契約をした。ただしバイヤーの加入した時点で北米リーグは衰退化が進んでおり、1984年に解散に至った。
1980年代中頃、大学時代のコーチや、彼の友人でもあったハンス・オフトの紹介で訪日し、日本サッカーリーグの日立製作所サッカー部（後の柏レイソル）に加入した。当時の日立には西野朗や菅又哲男らが所属し、外国籍選手は他に在籍していなかったが、トップチームに加わるまでには至らなかった。その後、セカンドチームで1年間ほど過ごした後、現役を引退をした。

### 指導者時代
引退後も日本に留まり、青少年の育成に関わることを希望し、1988年にサッカークリニックを立ち上げた。ただし、日本語がほとんど話せなかったため、英語の通じる東京周辺の米軍基地やインターナショナル・スクールに売り込みをかけた。
1989年、カナダの学校を訪れた際、教え子の少年からネスレ社長の父親を紹介され、交渉の末にスポンサー契約を締結、ミロ・サッカースクールを立ち上げた。ネスレとスクールとの契約は1年間だったが、同社からの支援はその後も11年間続いた。
以来、日本をはじめとしてアジア・オセアニアでサッカーイベントを行い、これまでに延べ2,000か所以上、50万人を越える子供たちにサッカーの技術指導を行った。また、1993年にはポール・マリナーを通じて学んだサッカーテクニック指導方法「クーバー・コーチング」を日本に紹介し、同プログラムのアジアダイレクターとして2007年に退職するまでに日本全国60以上のスクールで約12,000人もの子供達が参加する規模へと発展させた。これらのグラスルーツ（草の根）サッカー界への貢献は、1997年にアディダス・インターナショナル社からコーチ部門で史上初となる「ゴールデンブーツ」賞を受賞した（年間に2名しか受賞できない）。また、日本サッカー協会や地域協会、アディダスジャパン社よりゲストコーチ、アドバイザーなどにも任命されている。
2008年1月、少年サッカー関係の事業を行う、株式会社T3を設立。千葉県千葉市のフクダ電子アリーナ近くにサッカー教室「トムバイヤーアカデミー蘇我」を開設。草の根のサッカー、グラスルーツの重要性、発展の力を入れる。
メディアでは子供向け朝のテレビ情報番組「おはスタ」にて、1998年より『トムさんのサッカー研究所（ラボラトリー）』コーナーを毎朝担当、出演回数も2,000回を超える長寿コーナーとして、子供たちと保護者に親しまれた。また、子供向け漫画雑誌『月刊コロコロコミック』においても、1998年より日本サッカー協会後援プロジェクト「トムさんのトライ!サッカー」を毎月連載中。自身でも少年サッカー指導に関してこれまで3冊の著書、2つのビデオを出版している。
おはスタ出演前の時点ではニューヨークにいたものの、MCレイモンドの紹介で出演が決まり、以後は日本を軸に活動する。

## 所属クラブ
- タンパベイ・ローディーズ（英語版）
- レイストンFC（英語版）
- 日立製作所サッカー部

## 著書
- 『トムさんのサッカー―キッズサッカーQ&A』（2002年、出版芸術社）ISBN 4882932156
- 『トムさんのサッカーABC’s―サッカーテクニックのすべてがこの一冊でわかる!!』（2003年、小学館）ISBN 4091061117
- 『トムさんの サッカーはコミュニケーション! Winning is not Everything~勝敗がすべてではない』（2003年、健康ジャーナル社）ISBN 4907838247